# Damjana Petavar Dobovšek
Damjana Petavar Dobovšek, slovenska političarka in poslanka,  * 28. maj 1966, Celje.

## Življenjepis
2014- sekretarka na FURS, Generalnem finančnem uradu
2012–2013 nadomestna poslanka Državnega zbora
2008–2011 zunanja strokovna sodelavka – predavateljica na Fakulteti za upravo Univerze v Ljubljani za področje davčnega postopka in postopka davčnega inšpekcijskega nadzora
2008–2012 podsekretarka na Davčni upravi Republike Slovenije, Generalni davčni urad, Ljubljana
2008 magistrsko delo na Fakulteti za upravo Univerze v Ljubljani
2000 državni izpit za republiške davčne inšpektorje
1997 diplomsko delo na Visoki upravni šoli v Ljubljani
1996–2008 davčna inšpektorica, Davčna uprava Republike Slovenije, Davčni urad Celje
1991–1996 davčna inšpektorica, Republiška uprava za javne prihodke, Izpostava Laško
1990 diplomsko delo na Višji upravni šoli v Ljubljani
1990 pripravništvo in strokovni izpit na Občini Laško
1985 končana Srednja zdravstvena šola v Ljubljani, naziv zdravstvena tehnica

## Članstvo v delovnih telesih
Na državnozborskih volitvah leta 2011 je bila izvoljena Damjana Petavar Dobovšek za mandatno obdobje 2011-2015 in je članica naslednjih delovnih teles v Državnem zboru 2011-2015.
- Odbor za finance in monetarno politiko  (članica)
- Odbor za gospodarstvo  (članica)
- Odbor za pravosodje, javno upravo in lokalno samoupravo  (članica)
- Preiskovalna komisija  o ugotavljanju zlorab v slovenskem bančnem sistemu (predsednica )